# Кюндярими
Кюндярими — река в России, протекает в Жиганском улусе Якутии, левый приток реки Хоруонгка. Длина реки — 82 км.
Начинается в озере Хаммыктын на высоте 198 метров над уровнем моря. Течёт по дуге сначала на север, потом на восток и затем — на юго-восток. Впадает в Хоруонгку на расстоянии 261 километр от её устья на высоте 123 метра над уровнем моря.
Территория бассейна реки покрыта лиственнично-сосновыми лесами.

## Притоки
Основной приток — Уккекян-Сяне.

## Сведения государственного водного реестра
По данным государственного водного реестра России относится к Ленскому бассейновому округу.
Код водного объекта — 18030900112117500008474.